# Zakochać się
Zakochać się – amerykański melodramat z 1984 roku.

## Opis fabuły
Frank Raftis – inżynier budowlany i Molly Gilmore, żona lekarza, to przedstawiciele klasy średniej. Oboje mają swoje rodziny, prowadzą szczęśliwe życie bez problemów finansowych. Zawsze jadą podmiejską kolejką między Winchesterem a Nowym Jorkiem. Przed świętami podczas zakupów spotykają się przypadkowo w księgarni. Przez pomyłkę biorą nie swoje paczki. Nie wiedzą, jak bardzo to zmieni ich życie.

## Obsada
- Robert De Niro – Frank Raftis
- Meryl Streep – Molly Gilmore
- Harvey Keitel – Ed Lasky
- Jane Kaczmarek – Ann Raftis
- George Martin – John Trainer
- David Clennon – Brian Gilmore
- Dianne Wiest – Isabelle
- Victor Argo – Victor Rawlins
- Wiley Earl – Mike Raftis
- Jesse Bradford – Joe Raftis

i inni